# Parc national du lac Eildon

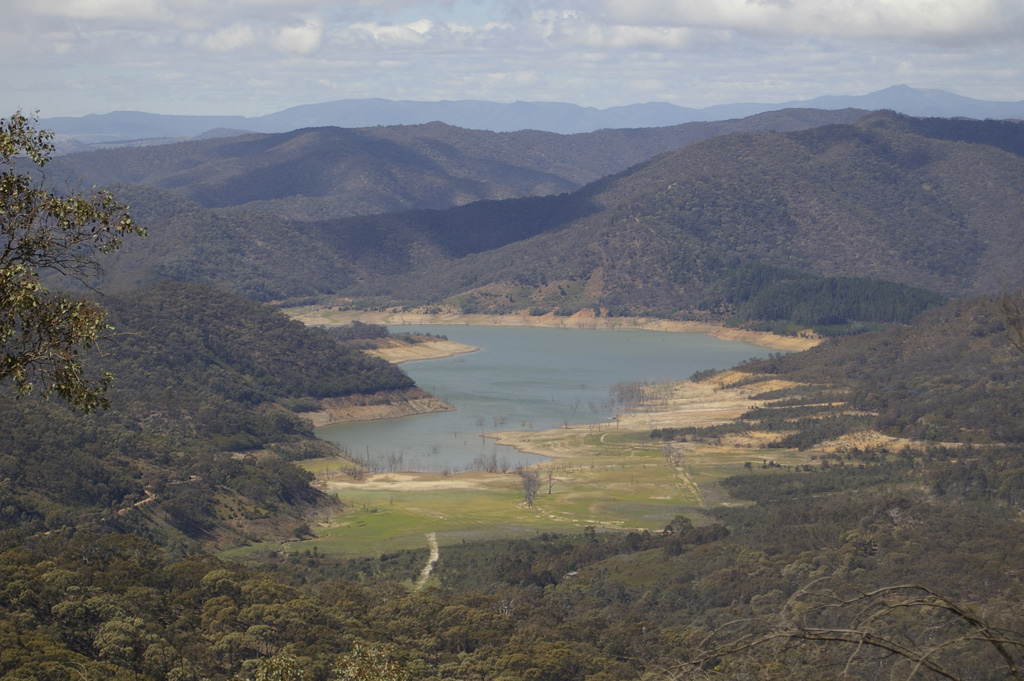
Le lac Eidlon

Le parc national du lac Eildon  (The Lake Eildon National Park) est un parc national au Victoria en Australie, situé à 111 kilomètres au nord-est de Melbourne.